# Alexandre Gratiot
Pour les articles homonymes, voir Gratiot.
Alexandre Gratiot, né le 13 février 1989 dans le département de l'Aisne (Soissons ou Villers-Cotterêts), en région Hauts-de-France, est un coureur cycliste français, actif de 2008 à 2019.

## Biographie
De 2011 à 2013, il court au sein de l'équipe du Cyclo-club de Nogent-sur-Oise, de 2014 à 2015 au sein du Club cycliste Villeneuve Saint-Germain et du Vélo Club amateur de Saint-Quentin en 2017.
Il participe à l'Estivale bretonne en 2016, l'année de sa création par la fusion de deux organisations de classiques bretonnes : le Grand Prix de la Mine à Poullaouen et le Circuit du Viaduc au Ponthou.

## Palmarès
- 2009
  - 2e du Grand Prix de Saint-Souplet
  - 3e du Grand Prix des Hauts-de-France
- 2010
  - 3e du Grand Prix de Blangy-sur-Bresle
- 2011
  - Grand Prix de Gommegnies
  - 2e du Trio normand espoirs (CLM par équipes, avec Clément Penven et Alexandre Defretin)
  - 3e des Boucles de l'Austreberthe
- 2012
  - Trio normand élites (CLM par équipes, avec Benoît Daeninck et Stéphane Rossetto)
  - Grand Prix de Beuvry-la-Forêt
  - 2e des Boucles de la Marne
  - 3e de la Ronde du Canigou
- 2013
  - Trio normand élites (CLM par équipes, avec Benoît Daeninck et Vadim Deslandes)
  - Critérium de Soissons 
  - 2e du Circuit du Port de Dunkerque
- 2014
  - 3e du Critérium de Soissons
- 2015
  - Grand Prix de Beuvry-la-Forêt
  - 3e du Tour de la Mirabelle
- 2016
  - 3e du Critérium de Soissons